# Jozef Kovalík
 Jozef Kovalík  (Bratislava, Eslovaquia; 4 de noviembre de 1992) es un tenista profesional eslovaco nacido en la ciudad de Bratislava. A fines de abril de 2016, consiguió su mejor clasificación de un torneo ATP al llegar a los cuartos de final del ATP de Múnich, al cual clasificó como Lucky Loser, ingresando en 2.ª ronda en reemplazo de Gaël Monfils y venciendo a quien lo había derrotado en la clasificación, Igor Sijsling, y perdiendo en cuartos frente a Fabio Fognini por 2-6, 6-3, 7-5.

## Carrera

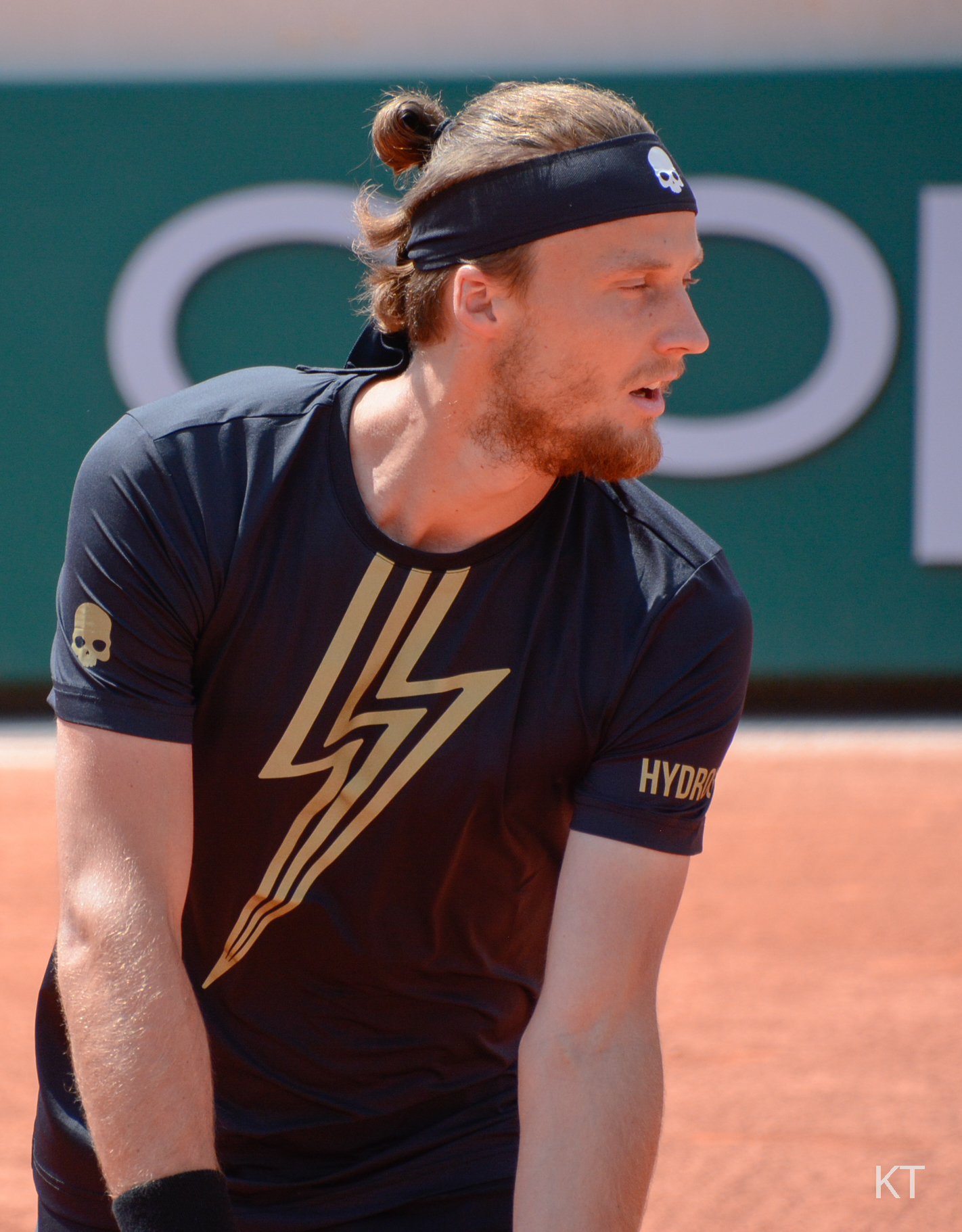
Jozef Kovalik

Su mejor ranking individual es el Nº 80 alcanzado el 22 de octubre de 2018, mientras que en dobles logró la posición 366 el 9 de enero de 2012.
Ha logrado hasta el momento 7 título de la categoría ATP Challenger Tour, así como también ha obtenido varios títulos Futures tanto en individuales como en dobles.

## Títulos Challenger; 9 (9 + 0)
| Leyenda             | Individuales | Dobles |
| ------------------- | ------------ | ------ |
| ATP Challenger Tour | 9            | 0      |

### Individuales
| N.º | Fecha      | Torneo    | Superficie    | Oponentes en la final | Resultado      |
| --- | ---------- | --------- | ------------- | --------------------- | -------------- |
| 1.  | 17.08.2014 | Meerbusch | Tierra        | Andrey Kuznetsov      | 6-1, 6-4       |
| 2.  | 10.04 2016 | Nápoles   | Tierra batida | Arthur De Greef       | 6-3, 6-2       |
| 3.  | 23.06.2018 | Poprad    | Tierra batida | Arthur De Greef       | 6-4, 6-0       |
| 4.  | 15.09.2019 | Szczecin  | Tierra batida | Guido Andreozzi       | 6-75, 6-2, 6-4 |
| 5.  | 24.11.2019 | Maia      | Tierra batida | Constant Lestienne    | 6-0, 6-4       |
| 6.  | 10.09.2022 | Tulln     | Tierra batida | Jelle Sels            | 7-66, 7-63     |
| 7.  | 24.03.2024 | Zadar     | Tierra batida | Adrian Andreev        | 6-4, 6-2       |
| 8.  | 13.04.2024 | Split     | Tierra batida | Zsombor Piros         | 6-4, 5-7, 7-5  |
| 9.  | 07.07.2024 | Karlsruhe | Tierra batida | Camilo Ugo Carabelli  | 6-3, 7-62      |